# Linux Terminal Server Project
Linux Terminal Server Project (LTSP) — вільно поширюваний додатковий пакунок для Linux з відкритим сирцевим кодом, який дозволяє декільком людям з малопотужними комп'ютерами (терміналами) використовувати обчислювальні потужності одного, продуктивнішого комп'ютера (сервера). При цьому, всі застосунки запускаються на сервері, а термінали, які ще називають тонкими клієнтами (або x-терміналами), просто приймають відеоряд, що надсилається сервером, і окрім нього нічого не обробляють. Як правило, терміналом є малопотужний комп'ютер, в котрому навіть може бути відсутнім жорсткий диск, унаслідок чого він може працювати тихіше, ніж звичайний настільний комп'ютер.
Технологія тонких клієнтів широко застосовується, наприклад, у школах. При браку в школі комп'ютерів, організація нових тонких клієнтських машин є дешевшою, ніж закупівля повноцінних комп'ютерів. А якщо постає питання оновлення комп'ютерної техніки, то можна його відкласти, переконфігурувавши комп'ютери в тонкі клієнти, оскільки навіть відносно повільний процесор має достатню продуктивність для ролі тонкого клієнта. І тоді досить придбати один потужний комп'ютер, який виконуватиме роль сервера для інших.
Окрім економії засобів, освітня установа також отримує більше контролю над використанням учнями обчислювальних ресурсів. Прикладами використання LTSP є AbulÉdu, Edubuntu, K12LTSP і Skolelinux. LTSP підтримують компанії Cutter project та Deworks.
Засновником і керівником проекту LTSP є Джим Макквіллан (Jim McQuillan). LTSP поширюється на умовах GNU General Public License.

## Процес завантаження
- На LTSP-сервері у середовищі chroot готується мінімальна операційна система на базі Linux і X Window System.
- Завантаження мінімального оточення: 
  - або з жорсткого диска/usb-диска чи CD-ROM комп'ютер завантажує ядро Linux, яке ініціалізує устаткування;
  - або, в разі тонкого клієнта, використовується мережеве завантаження з PXE — частиною прошивки мережевої карти, яка за протоколом DHCP отримує свою IP-адресу та адресу завантажувального сервера (LTSP-сервер).

Завантажувач отримує ядро і initrd за протоколом TFTP з LTSP-сервера. Ядро заново отримує свою ip-адресу та адресу сервера, з якого можна підключити кореневу файлову систему (підготовлену заздалегідь в chroot), після чого монтує її за протоколом Network File System (NFS) або Network Block Device (NBD).
- Завантажена система запускає графічну систему X Window System та XDMCP. Починаючи з 5-ї версії LTSP, клієнт спочатку встановлює SSH-тунель до графічного оточення LTSP-сервера, через який локально запускає LDM (LTSP Display Manager). З цієї миті програми запускаються на LTSP-сервері, а виведення та керування виконується на клієнті.

## Історія
| Призначення                         | LTSP 4       | LTSP 5 (MueKow)             |
| ----------------------------------- | ------------ | --------------------------- |
| Протокол передавання графіки        | XDMCP        | ssh -X                      |
| Віддалений вхід (X display manager) | KDM/GDM      | LTSP Display Manager (LDM)] |
| Метод дистриб'юції                  | LTSP tarball | Native distribution         |
| Коренева файлова система            | NFS          | Network block device (NBD)  |
| Сервер автентифікації               | сервер XDMCP | сервер SSH                  |

Починаючи з LTSP версії 5, підтримується не лише робота в режимі тонкого клієнта, але також і робота в режимі товстого клієнта.